# Louis-Marie Baudouin
Louis-Marie Baudouin, né le 2 août 1765 à Montaigu et mort le 12 février 1835 à Chavagnes-en-Paillers, est un prêtre catholique français, fondateur des Fils de Marie Immaculée et des Ursulines de Jésus (avec Charlotte-Gabrielle Ranfray) et déclaré vénérable par le pape Benoît XVI le 20 décembre 2012.

## Biographie
Après avoir passé son enfance à Montaigu, où il reçoit les conseils de l'abbé de La Roche-Saint-André, Louis-Marie Baudouin fait ses études pendant sept années au grand séminaire de Luçon. Il est ordonné prêtre le 19 septembre 1789 à Saint-Malo.
En 1790, le jeune abbé Baudouin refuse de prêter serment à la Constitution civile du clergé du gouvernement révolutionnaire. Peu de temps après la nomination de l'évêque constitutionnel Rodrigue le 12 juin 1791, Louis-Marie Baudouin est appréhendé et conduit à la prison de Fontenay-le-Comte où il demeure sept mois. Relâché puis arrêté à nouveau, il est reconduit à la même prison.
Il part en exil  avec son frère Martin Baudouin, curé de Luçon, en Espagne le 9 septembre 1792 avec 74 prêtres de Vendée et de Saintonge. Il accoste le 14 septembre à Saint-Sébastien. Il restera quatre ans à Tolède. Le 15 août 1797, Louis Marie Baudouin revient en France, et vit clandestinement pendant deux ans aux Sables-d'Olonne dans la maison de Mlle Guinemant.

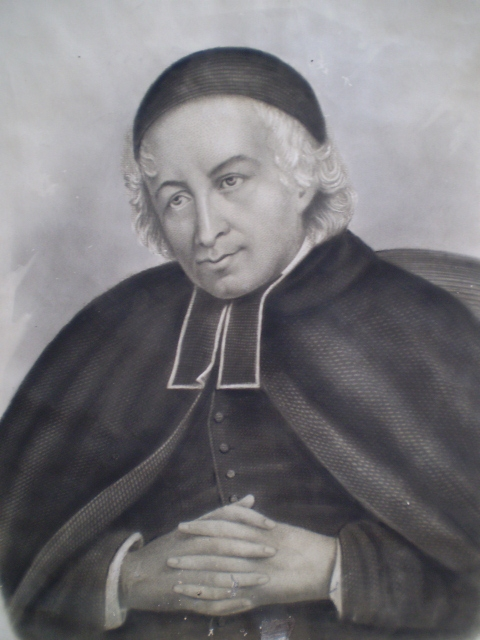
Louis-Marie Baudouin

En 1799, Bonaparte rend libre l'exercice du culte après la fin de la guerre de Vendée. L'abbé Baudouin est nommé à la paroisse de La Jonchère puis le 31 juillet 1801 à Chavagnes-en-Paillers. 
En 1803, un séminaire naît à Chavagnes. En 1805 est fondée la petite société des Enfants de Marie.
En octobre 1812, le séminaire de Chavagnes est transféré, sur l'ordre de Napoléon, en partie à La Rochelle et en partie à Saint-Jean-d'Angély. Louis Marie Baudouin part donc pour La Rochelle où il est nommé supérieur du grand séminaire et vicaire général du diocèse. En 1821, le diocèse de Luçon est rétabli, il y devient de nouveau supérieur du grand Séminaire et vicaire général du diocèse. 
En 1822, en parallèle, il organise un petit séminaire dans l'ancien couvent des bénédictines aux Sables-d'Olonne.

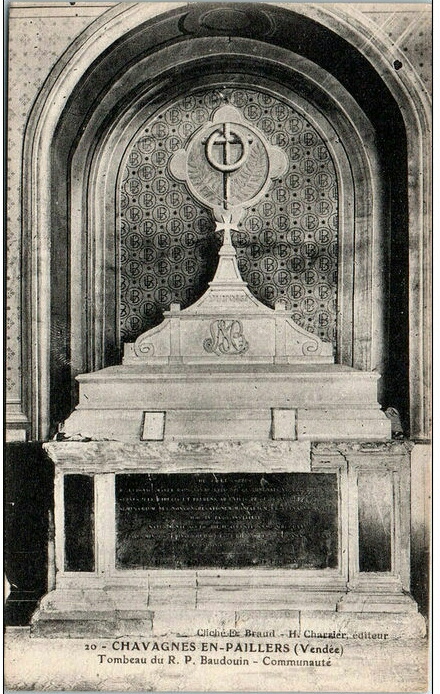
Tombeau du vénérable P. Baudouin.

En 1829, Louis Marie Baudouin se retire à Chavagnes-en-Paillers. Il y meurt à l'âge de 70 ans.
Le 20 décembre 2012, il est déclaré vénérable par le pape Benoît XVI.